# فلوریان لوچینی
فلوریان لوچینی (انگلیسی: Florian Lucchini؛ زادهٔ ۱۳ فوریهٔ ۱۹۸۱) بازیکن فوتبال اهل فرانسه است.
از باشگاه‌هایی که در آن بازی کرده‌است می‌توان به باشگاه فوتبال رن، باشگاه فوتبال یونیکوس، و باشگاه فوتبال آژاکسیو اشاره کرد.